# オールド・ポスト・オフィス

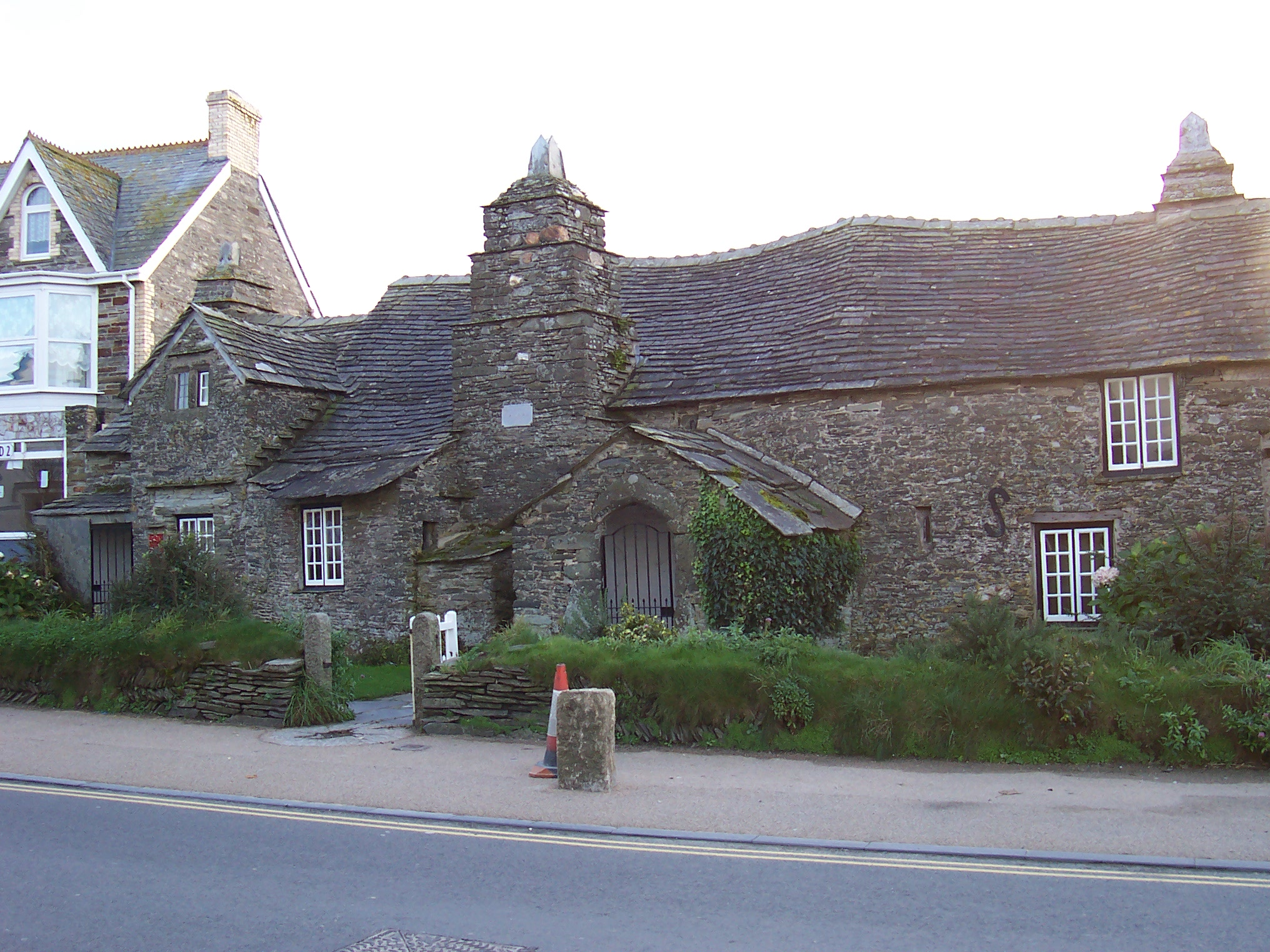
オールド・ポスト・オフィス

オールド・ポスト・オフィス（英: Old Post Office）は、イギリス、コーンウォール州のティンタジェルにある建築物。14世紀にマナー・ハウスとして建てられ、村の郵便需要の高まりから1841年以来住居兼郵便局として利用されるようになった。1903年にナショナル・トラストの資産となり、現在も同財団によって維持管理されている。
オールド・ポスト・オフィスは現在も郵便局として機能しており、19世紀後半に使われていた初期の郵便・電報設備が保存され、一般公開されている。